# Laternelaufen

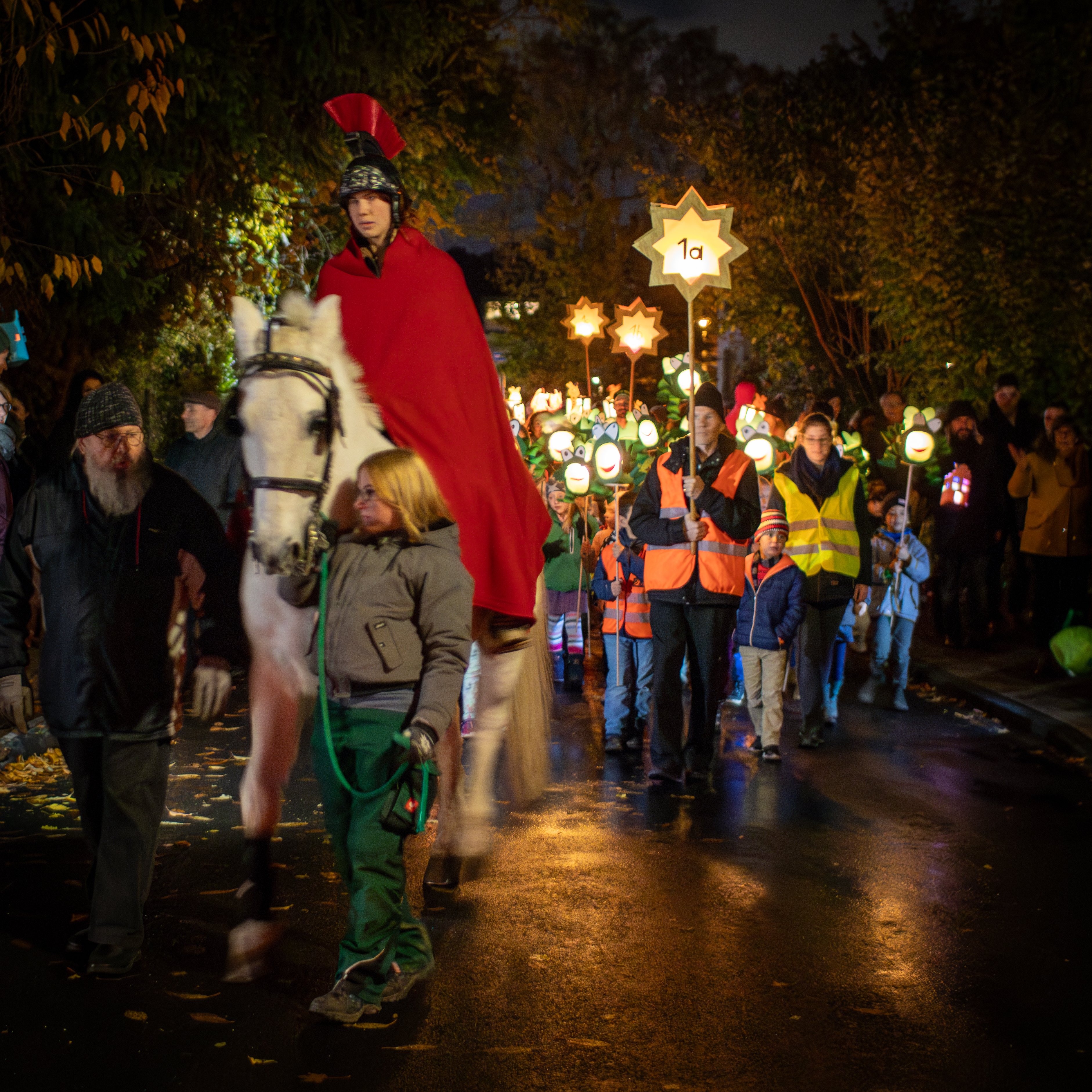
Martinszug in Köln (2017)

Laternelaufen ist ein herbstlicher Brauch, bei dem Kinder nach Einbruch der Dunkelheit singend mit Martinslaternen (leuchtende Lampions, die an Stäben hängen oder auf Stäben getragen werden) von Haus zu Haus ziehen oder an einem Laternenumzug durch die Straßen teilnehmen. Regional finden sich meist unterschiedliche Varianten, in allen Varianten werden bei den Umzügen Lieder wie Ich geh’ mit meiner Laterne gesungen.  Die Umzüge reichen von kleinen Gruppen eines Kindergartens oder größeren Umzügen von Grundschulen bis zu den von Vereinen oder anderen Einrichtungen organisierten Laternenzügen. Häufig werden die Umzüge von einem Spielmannszug oder einer Musikkapelle begleitet, zu deren Spiel die Kinder ihre Lieder singen. Die Laternen werden oftmals von den Kindern (meist mit Hilfe der Eltern oder der Betreuungspersonen aus Kindergarten oder Schule) aus Karton und farbigem Transparentpapier gebastelt. Auch fertige Lampions aus dem Handel können verwendet werden. Während die Martinslaternen früher häufig mit einer Kerze erleuchtet wurden, sind sie mittlerweile häufig mit einer elektrischen Lampe ausgestattet.

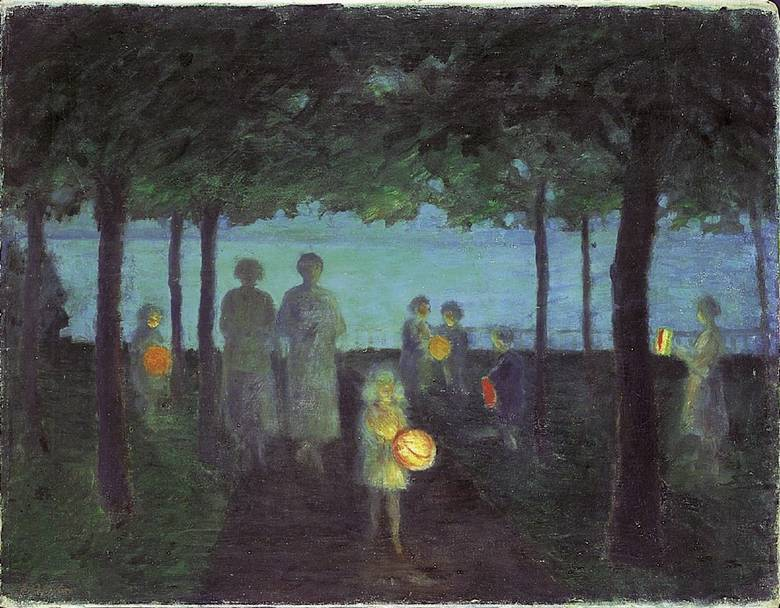
Abend an der Ostsee, Gemälde von Ernst Oppler (um 1920)

In evangelisch geprägten Regionen wird das Martinisingen zum Geburtstag des Reformators Martin Luther am 10. November gefeiert.
Vor allem in katholisch geprägten Regionen gibt es Sankt-Martins-Umzüge (kurz: Martinszug) mit Laternen am Gedenktag des heiligen Martin von Tours. Es findet meist in direktem Zusammenhang mit dem Brauchtum um den Martinstag am 11. November statt. In Köln etwa finden an Kindertagesstätten und Schulen jährlich über 70 Martinszüge statt. Teils werden die Züge mit einem dargestellten Martin auf einem Pferd begleitet und mit einem Martinsfeuer und/oder einem Martinsspiel (das die Geschichte von St. Martin nachspielt) bzw. dem Vorlesen der Martinsgeschichte abgeschlossen. Häufig erhalten die Kinder zum Abschluss auch einen Weckmann. In manchen Regionen ziehen die Kinder nach dem Ende des Umzugs oder an einem anderen Tag auch noch mit ihren Martinslaternen zum Martinssingen von Tür zu Tür.
Im alemannischen Raum ist zudem der Brauch der Räbenlichter verbreitet.

## Laternenlieder
In einigen beim Laternelaufen heute gesungenen Liedern ist der Ursprung aus dem Brauchtum des Martinitags noch erkennbar, so im mundartlichen Matten für Martin. Eindeutige den heiligen Bischof Martin von Tours betreffende Lieder finden sich im Artikel Martinssingen, auf Martin Luther bezogene im Artikel Martinisingen.
Von Rolf Zuckowski gibt es ein Lied „Kommt, wir wolln Laterne laufen“.

### Überregional
Ich geh’ mit meiner Laterne

Ich geh’ mit meiner Laterne

und meine Laterne mit mir.

Da oben leuchten die Sterne

und unten da leuchten wir.

Laternenlicht,

verlösch mir nicht!

rabimmel, rabammel, rabum.

(auch: labimmel, labammel, labum)

Ich geh’ mit meiner Laterne

und meine Laterne mit mir.

Da oben leuchten die Sterne

und unten da leuchten wir.

Mein Licht ist aus,

ich geh’ nach Haus.

rabimmel, rabammel, rabum.
Laterne, Laterne

Laterne, Laterne,

Sonne, Mond und Sterne,

brenne auf mein Licht,

brenne auf mein Licht,

aber nur meine liebe Laterne nicht.

Laterne, Laterne,

Sonne, Mond und Sterne.

DVA A 59 488 (um 1875) und A 95 675 (um 1877)
Hier wohnt ein reicher Mann

Hier wohnt ein reicher Mann,

Der uns vieles geben kann.

Viel soll er geben,

Lange soll er leben.

Selig soll er sterben,

Das Himmelreich erwerben.

(Laß uns nicht so lange, lange stehn,

Denn wir wollen weitergehn,

Weitergehn, weitergehn.)

(Wenn die Gaben ausbleiben, wird gesungen:)

Dat Hus, dat steht op eene Penn,

de Gizzhals de sitzt medde drenn!

(Gerufen:)

Gizzhals! - Gizzhals! - Gizzhals!

Aus Barmen und Baumberg

### Rheinland
| Loop, Möller, Loop Sach Jong, hält mech dat Päerd eins an, loop, Möller, loop! Ich mott ens noch de Müehle jonn, loop, Möller, loop! Refrain: Wie du löpps, wie du löpps, vollemente, wie du löpps Schopp un Schüer överm Hoop, loop, Möller, loop He breng ich Ösch de Haversack, loop... Dä sollt Ör misch ens mahle strack, loop... Refrain Dat Koare han sich och gebreit, loop... Dat hott Ör misch jo, t' letz geseit, Refrain Dör Bockert de kömp morge noch, loop... De öß vor osse Verkersdroag, loop... Refrain Aus Mönchengladbach |

### Altmark
Lied 1

Ich bin ein armer König

gib mir nicht zu wenig,

lass mich nicht zu lange stehen,

denn ich muss noch weitergehen

bis zu Nachbarstüre,

da gibt es Äpfel und Birnen,

Äpfel und Birnen schmecken gut,

die steck ich mir in den Zuckerhut.
Lied 2

Martins, Martins Fechelchen

mit Siebenfach goldenen Löffelchen,

gib uns was und lass uns gehen,

bis zu Nachbarstüre,

Nachbarstüre ist nicht weit,

Apfel und Birnen sind auch schon reif,

Ach du lieber König,

gib uns nicht zu wenig,

lass uns nicht zu lange stehen,

denn wir wollen noch weiter gehen.

### Niedersachsen
Beern, plattdeutsch für Birnen, wurde im hochdeutschen Sprachgebrauch zu Beeren uminterpretiert.
Plattdeutsch

Matten Matten Meeren,

Appel und nen Hering

Junge Fru, junge Fru,

lot mi net zu lange stohn

ik muss noch ganz nach Kölle gohn -

Kölle ist ne große Stadt

da geben alle Lühe wat

Mi wat, di wat, allen lütschen Kinnern wat.

Mi uk, mi uk, mi uk.
Matten Matten Herrn

Matten Matten Herrn,

die Äppel und die Beern,

die ess ich ja so gern.

Lasst uns nicht so lange steh’n,

denn wir woll'n noch weiter gehn

nach Bremen, nach Bremen,

Bremen ist 'ne schöne Stadt

da geben alle Leute was.

Speck und Schinken, 

und noch was zu trinken,

und ein Gläschen Wein,

dann geh'n wir wieder heim.

Mündlich überliefert aus Celle, ca. 1970
Matten Matten Meeren

Matten Matten Meeren,

die Äpfel und die Beeren.

Lasst uns nicht so lange steh’n,

wir wollen noch nach Bremen geh’n -

Bremen ist 'ne große Stadt

da geben alle Leute was.

Den Großen und den Kleinen,

sonst fangen sie an zu weinen.

Matten Matten Meeren,

die Äpfel und die Beeren,

die essen wir so gern.

Lasst uns nicht so lange steh’n,

auf den kalten Steinen,

denn wir wollen noch weiter geh’n -

nach Bremen – nach Bremen

Denn Bremen ist ne große Stadt

da kriegen alle Kinder was.

## Siehe auch

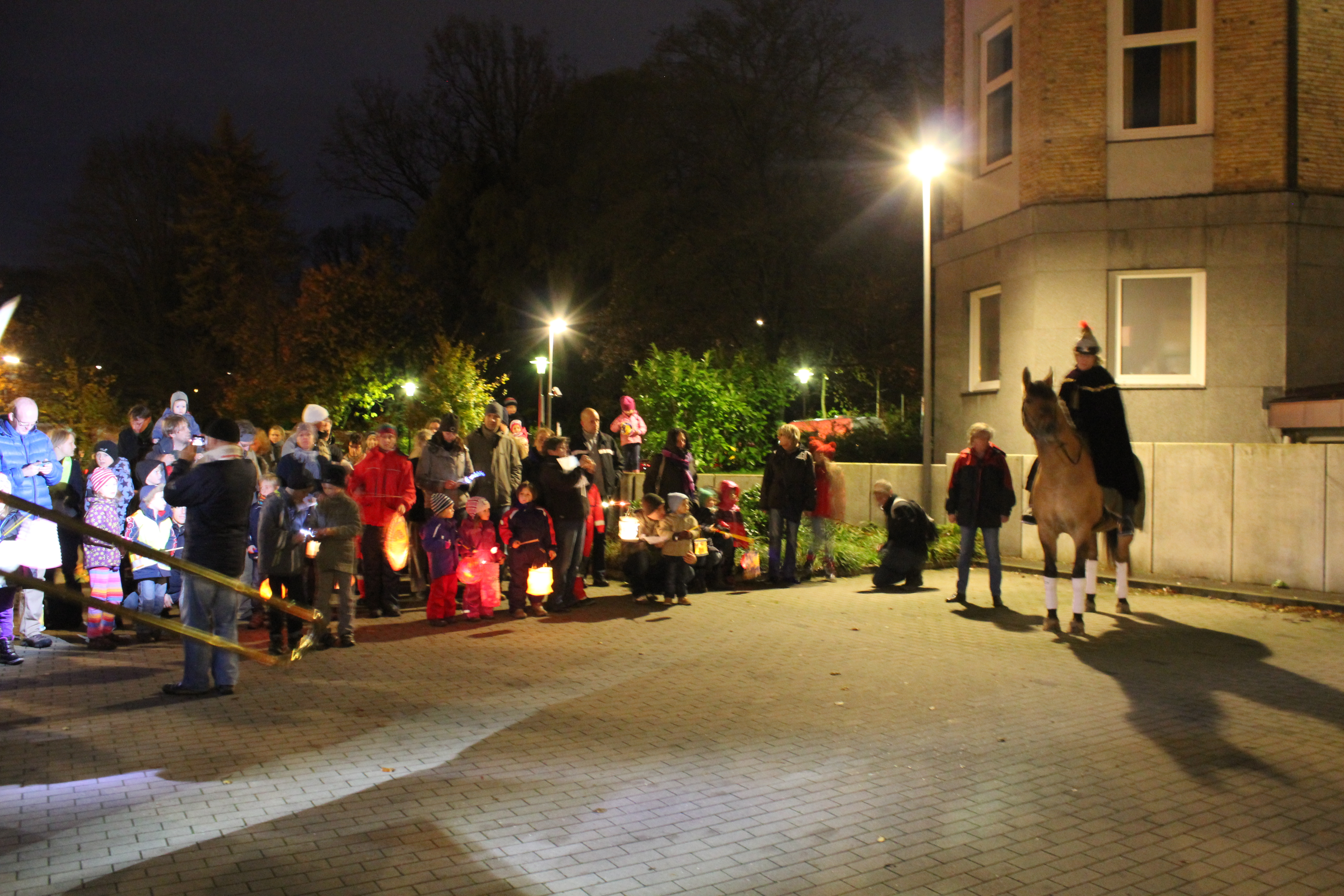
Ökumenischer St.-Martins-Zug in Flensburg (10. November 2013)
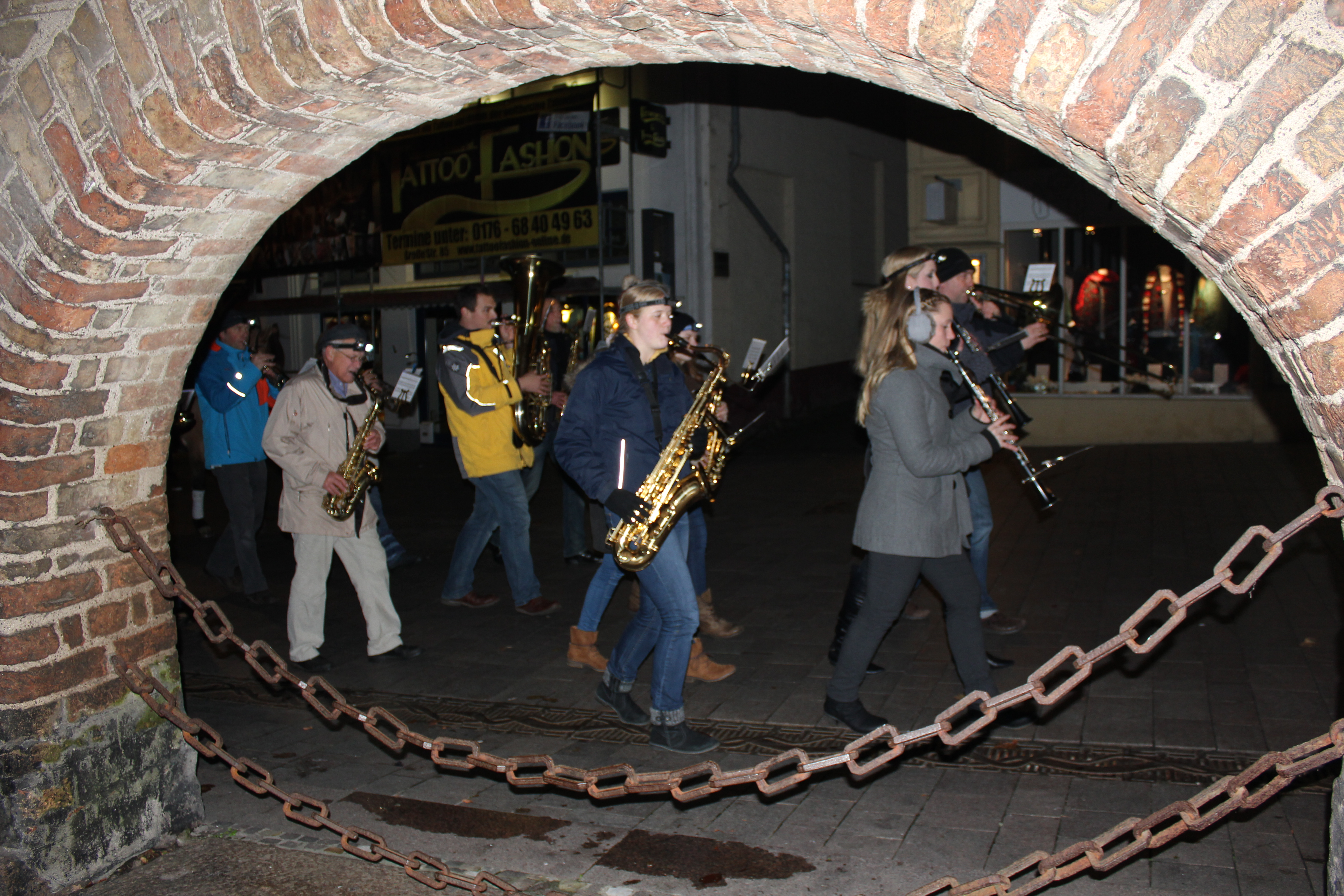
St.-Martins-Zug in der Flensburger Innenstadt 2013 mit musikalischer Begleitung durch die Stadtbläser der Stadt
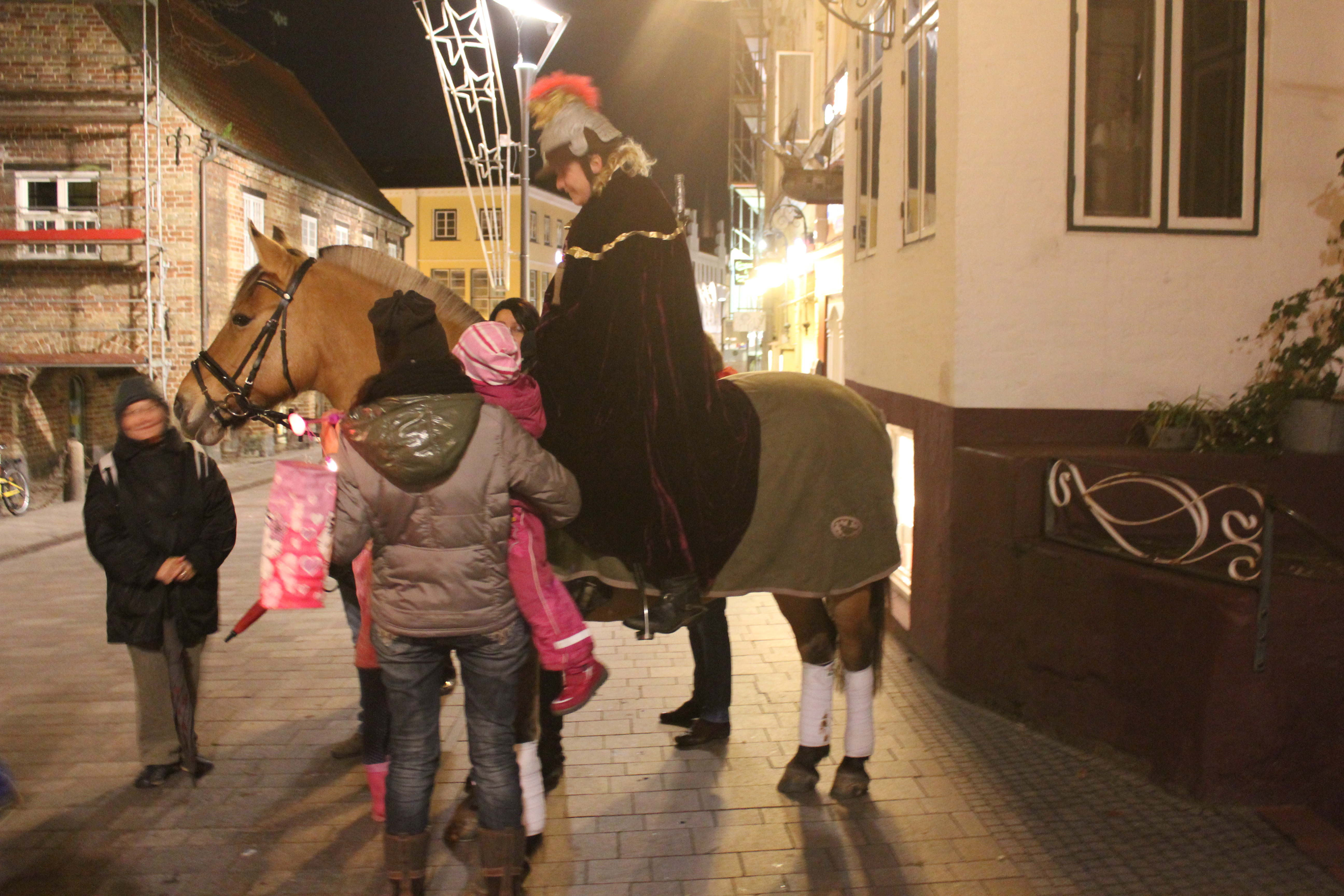
Darsteller des heiligen Martin mit Pferd (Flensburg 2013)
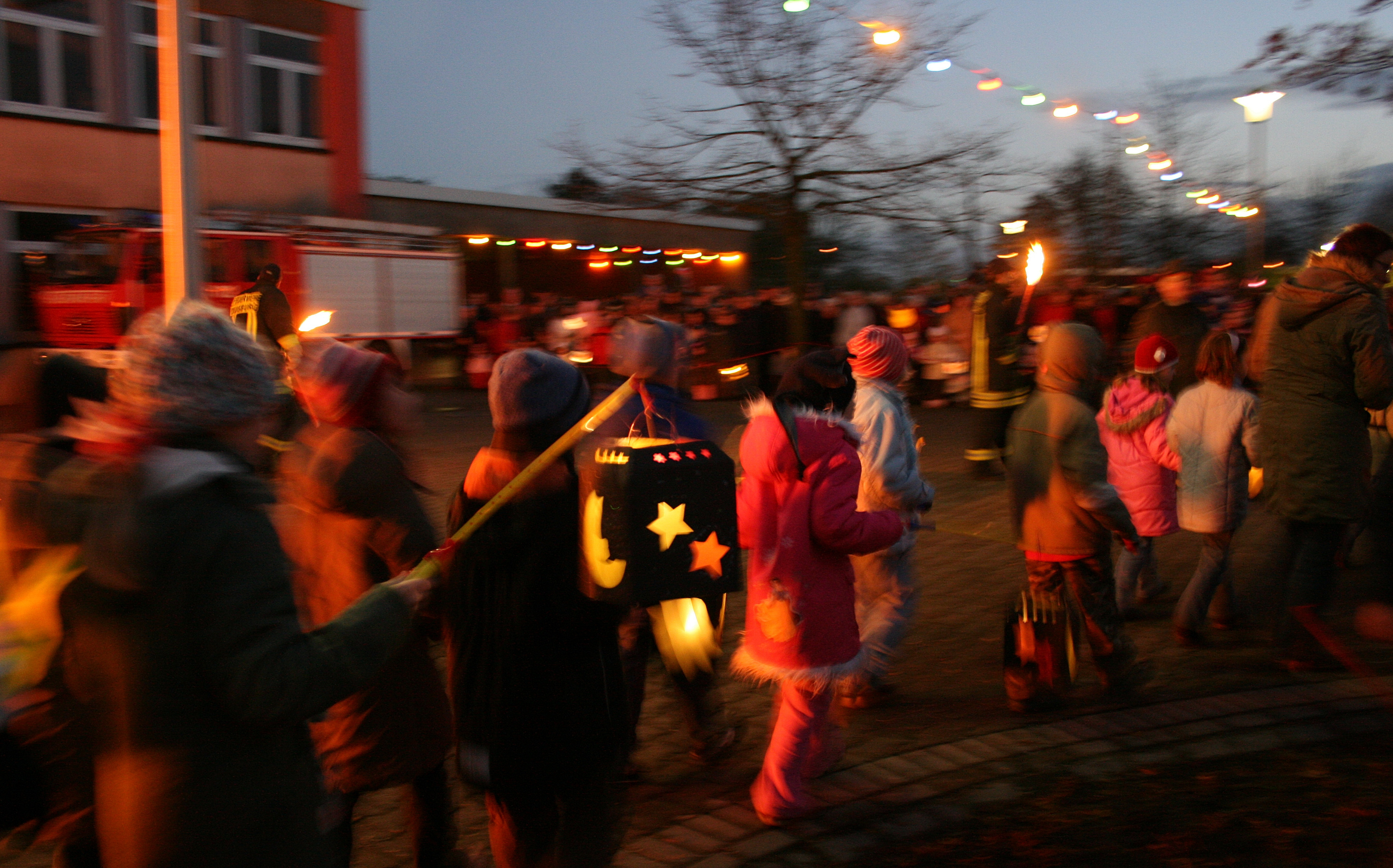
Martinszug in Duisburg-Mündelheim 2007